# Lecanodiaspis eucalypti
Lecanodiaspis eucalypti är en insektsart som först beskrevs av William Miles Maskell 1893.  Lecanodiaspis eucalypti ingår i släktet Lecanodiaspis och familjen Lecanodiaspididae. Inga underarter finns listade i Catalogue of Life.